# Садгурис моедани-1

Схема тбилисского метрополитена

Садгури́с моеда́ни-1 («Вокзальная площадь», груз. სადგურის მოედანი) — станция тбилисского метрополитена. Находится на Ахметели-Варкетилской линии. Пересадочная станция, единственный пересадочный узел в метрополитене Тбилиси.

## История
Станция открыта 11 января 1966 года. С 1979 года — переход на Сабурталинскую линию (станция «Садгурис моедани-2»). Три выхода — к вокзалу; вместе с выходом Сабурталинской линии на Центральный Рынок Тбилиси; и к району Надзаладеви к проспекту Цотне Дадиани.
До 2011 года обе станции пересадочного узла назывались «Вагзлис моедани» (ვაგზლის მოედანი). Слово вагзали — заимствование из русского «вокзал» (заимствовано из английского, см. Воксхолл), садгури — исконно грузинское обозначение любой станции.
При строительстве Ахметели-Варкетилской линии планировалось, что движение в сторону тогда ещё перспективной станции «Церетели» Сабурталинской линии будет вилочным, однако впоследствии было решено преобразовать участок от «Садгурис Моедани» до «Делиси» в самостоятельную линию. Из-за этого в сторону «Надзаладеви» имеются заделы на продление, один из которых используется как оборотный тупик, а второй не используется и рельсов не имеет.

## Галерея

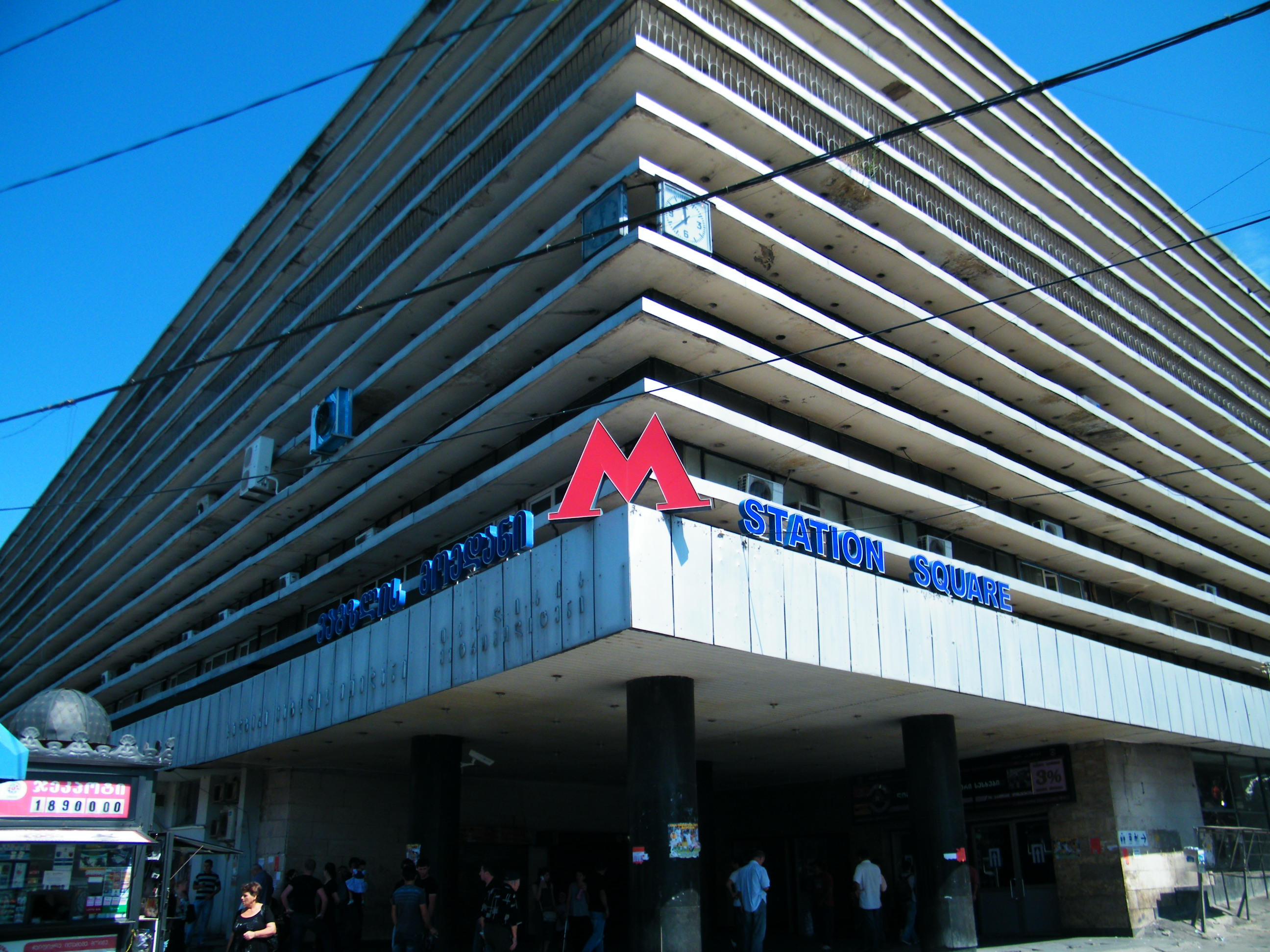
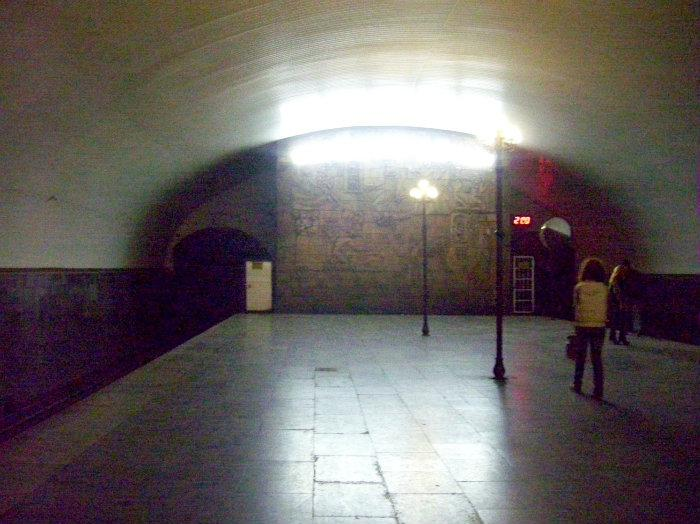

## Путевое развитие
В сторону станции Надзаладеви есть оборотный тупик для отстоя поездов и Служебная соединительная ветвь к станции Церетели. Поезда Сабурталинской линии используют этот тупик и ССВ для организации движения в сторону электродепо Надзаладеви, и наоборот, поезда идущие с депо Надзаладеви следуют назад в ССВ для перехода на Сабурталинскую линию.